# TER Grand Est
Le TER Grand Est, ou TER Fluo, est le réseau de transport express régional (TER) de la région administrative Grand Est.
Il résulte de la fusion des réseaux TER Alsace, TER Lorraine et TER Champagne-Ardenne.

## Histoire

Logo utilisé de 2016 à 2019.

Carte des infrastructures ferroviaires dans le Grand Est (en 2020), dont une partie est utilisée par les liaisons commerciales TER.

La fusion des trois régions administratives d'Alsace, de Lorraine et de Champagne-Ardenne a lieu le 1er janvier 2016. Cependant, le TER Grand Est, qui regroupe les anciens réseaux TER Alsace, TER Lorraine et TER Champagne-Ardenne, est officiellement créé le 11 décembre 2016 lors du changement de service annuel. Il reprend également les lignes TER 200, en Alsace, et TER Vallée de la Marne, entre Paris-Est et la Lorraine. La convention d'exploitation entre la région Grand Est et SNCF Mobilités est signée le 19 décembre 2016. À sa création, le réseau TER Grand Est compte 1 616 trains et 450 autocars quotidiens. La nouvelle gamme tarifaire, harmonisée sur l'ensemble du réseau, entre en vigueur le 1er septembre 2017. Le TER Grand Est est le premier réseau régional — hors Île-de-France — en nombre de trains.
Le 1er janvier 2018, la gestion de la ligne de Paris à Belfort et Mulhouse (qui faisait partie du réseau Intercités de la SNCF) est transférée à la région Grand Est. Depuis le 9 décembre 2018, certains TER Vallée de la Marne sont prolongés de Bar-le-Duc jusqu'à Strasbourg via Nancy ; ce service, reprenant l'itinéraire des anciens trains Corail, permet de créer une ligne à tarification régionale longue de 502 kilomètres, traversant la Champagne-Ardenne, la Lorraine et l'Alsace.
Le 22 décembre 2018, la région ferme le service ferroviaire sur les lignes Épinal – Saint-Dié et Sarreguemines – Sarre-Union, et le remplace par une desserte routière malgré le mécontentement des usagers,. La première rouvrira le 12 décembre 2021 après que des travaux, puis des modifications de desserte, aient été entrepris.
À compter du 20 mars 2019, de nouveaux tarifs, plus élevés, sont appliqués pour les billets achetés à bord des trains dans la région Grand Est. Cette mesure, censée empêcher la fraude, est vivement critiquée par les associations d'usagers.
Le 27 mars 2019, le conseil régional approuve l'ouverture à la concurrence de plusieurs lignes au 1er janvier 2022. Les liaisons concernées sont Sélestat – Molsheim – Strasbourg et Épinal – Saint-Dié-des-Vosges – Strasbourg. Pour ces lignes, l'ouverture à la concurrence est reportée à décembre 2027. La ligne de Nancy à Merrey, fermée depuis 2016, doit également rouvrir après que la concession a été confiée à un groupement privé (Transdev, NGE Concessions et la Caisse des dépôts et consignations),,.
Au printemps 2019, le TER Grand Est intègre le réseau intermodal Fluo Grand Est. La marque « TER Fluo Grand Est » est désormais également utilisée, sur les sites publiés par la région, pour désigner le réseau TER.
Le conseil régional décide d'ouvrir à la concurrence sept lignes de l'étoile ferroviaire de Reims, avec une décision à l'horizon 2026 : Épernay – Reims – Château-Thierry, Champagne-Ardenne TGV – Reims – Charleville-Mézières – Sedan, Charleville-Mézières – Givet, Charleville-Mézières – Hirson – Longuyon – Longwy / Thionville, Reims – Châlons-en-Champagne – Saint-Dizier – Chaumont (Culmont-Chalindrey – Dijon), Reims – Fismes et Reims – Laon.

## Relations TER
Les liaisons ferroviaires et routières du réseau TER Fluo Grand Est sont listées dans les tableaux qui suivent.

## Tarification
Certains abonnements sont proposés en 1re et 2de classe. Il n'existe pas d'offre de transport illimitée avec abonnement ; les abonnements sont similaires à des « season pass ».
Les abonnements sont proposés sous forme de passes mensuels, annuels ou hebdomadaires. Ils permettent de choisir un trajet mensuel gratuit, et d'avoir des réductions sur les autres qui restent payants. Ces abonnements peuvent être pris en charge par l'employeur à 50 %. Des pass permettant de voyager entre les villes frontalières d'Allemagne (Flexfahrt) et la France sont proposés. Des réductions sont proposées au moins de 26 ans.
L'abonnement Fluo coûte 20 euros pour les personnes ayant plus de 26 ans et 1 euro pour les jeunes (de moins de 26 ans) ; il permet de voyager directement vers les Hauts-de-France ou Paris depuis la Champagne-Ardenne, avec une réduction de 50 % sur les trajets.

## Matériel roulant

### Utilisation
Le parc de locomotives TER Grand Est est composé de BB 22200RC, BB 26000 et BB 67400. Les BB 22200RC et 67400 assurent la traction et pousse de segments RRR. Les BB 26000 sont affectés aux TER 200 entre Strasbourg et Bâle mais également sur les liaisons vers Paris ou les liaisons « Vallée de la Marne ». Ces relations peuvent être assurées en parallèle par les Coradia Liner.
Quant aux automotrices, les B 84500 (dites Régiolis) assurent principalement des missions en Lorraine, sur les axes Nancy – Pont-Saint-Vincent, Nancy – Épinal, Nancy – Saint-Dié-des-Vosges, Épinal – Saint-Dié, Metz – Sarreguemines et Sarreguemines – Sarre-Union (avant sa fermeture) mais également en Alsace depuis quelques années. Les B 85000 assurent l'ex-Intercités Paris – Mulhouse via Troyes et Belfort.

### Parc actuel
Le parc roulant du TER Grand Est est presque exclusivement hérité des dotations TER des anciennes régions Alsace, Champagne-Ardenne et Lorraine, à l'exception notable des Coradia Liner, mis en service neufs après la réforme territoriale et de certaines BB 26000 transférées au TER Grand Est en 2018.
Synthèse du parc au 18 décembre 2023 :
| Séries   | Nombre de caisses    | STF SCA | STF SGE | STF SMN | STF STA | Totaux |
| -------- | -------------------- | ------- | ------- | ------- | ------- | ------ |
| BB 22200 |                      | –       | 9       | –       | 1       | 10     |
| BB 26000 |                      | 2       | 6       | –       | 14      | 22     |
| BB 67400 |                      | –       | –       | –       | 6       | 6      |
| B 82500  | 4 caisses            | 8       | –       | –       | 7       | 15     |
| B 83500  | 4(M) ou 6(L) caisses | –       | –       | –       | 24      | 24     |
| B 84500  | 4(M) caisses         | –       | –       | 10      | –       | 10     |
| B 85000  | 6 caisses            | –       | 21      | –       | –       | 21     |
| U 25500  | 5 caisses            | –       | –       | –       | 12      | 12     |
| X 73500  | Mono-caisse          | 1       | –       | 11      | 5       | 17     |
| X 73900  | Mono-caisse          | –       | –       | 7       | 12      | 19     |
| X 76500  | 3 ou 4 caisses       | 22      | –       | 9       | 28      | 59     |
| Z 11500  | 2 caisses            | –       | –       | 13      | –       | 13     |
| Z 24500  | 3 caisses            | –       | –       | 25      | –       | 25     |
| Z 26500  | 5 caisses            | –       | –       | 2       | –       | 2      |
| Z 27500  | 3 ou 4 caisses       | 13      | –       | 32      | 6       | 51     |

Au premier trimestre 2019, le parc du matériel roulant de la région est constitué de 307 engins. Ce parc est géré par quatre Supervisions techniques de flotte (STF) :
- SCA : STF Champagne-Ardenne (Épernay, Chalindrey)
- SMN : STF Lorraine (Thionville, Metz)
- STA : STF Alsace (Strasbourg)
- SGE : STF Grand Est (Noisy-le-Sec)

### Identité visuelle
À compter de 2017, l'identité visuelle Grand Est est progressivement appliquée au matériel roulant régional. Le logo du Grand Est est appliqué soit sur les livrées respectives des trois anciennes régions, soit sur une livrée gris métallisé et bleu institution caractéristique des TER depuis 1997. Il en va de même pour le matériel ex-Intercités, qui conserve la livrée Carmillon agrémentée du logo régional.
Une identité visuelle commune à tous les transports ferroviaires et routiers de la région, nommée Fluo Grand Est, est présentée au printemps 2019. À partir de cette date, le matériel neuf (rames Régiolis et Coradia Liner supplémentaires) arbore une nouvelle livrée aux détails bleus, verts et jaunes. À partir du printemps 2023, les premières rames AGC sortant de leur « opération mi-vie » reçoivent elles aussi la nouvelle identité régionale. Fin 2024, la région acquiert 30 nouvelles rames Régiolis (B 85500) pour les relations transfrontalières entre la France et l'Allemagne. Ces rames ont une livrée indigo avec les drapeaux des deux pays, des portes grises, et ne comporte aucun logo régional.
Entre-temps, la région Grand Est s'est doté d'un nouveau logo, qui s'accompagne d'une nouvelle identité visuelle, avec notamment une palette chromatique revue. La première rame à arborer la nouvelle livrée Fluo Grand Est est la Z 24503/4, premier 2N NG rénové du matériel régional et remis en service fin 2024. La nouvelle livrée se caractérise par une couleur indigo (identique aux B 85500 transfrontaliers) et des portes lime.
Et d'ici l'été 2025, des rames Regiolis trimode 25kV, 15kV et Diesel capable de rouler sur les lignes électrifiées non électrifiées du réseau Deutsche Bahn et SNCF entreront en circulation, remplacement les X 73900 roulant sur les liaisons France-Allemagne.

Livrée Fluo Grand Est
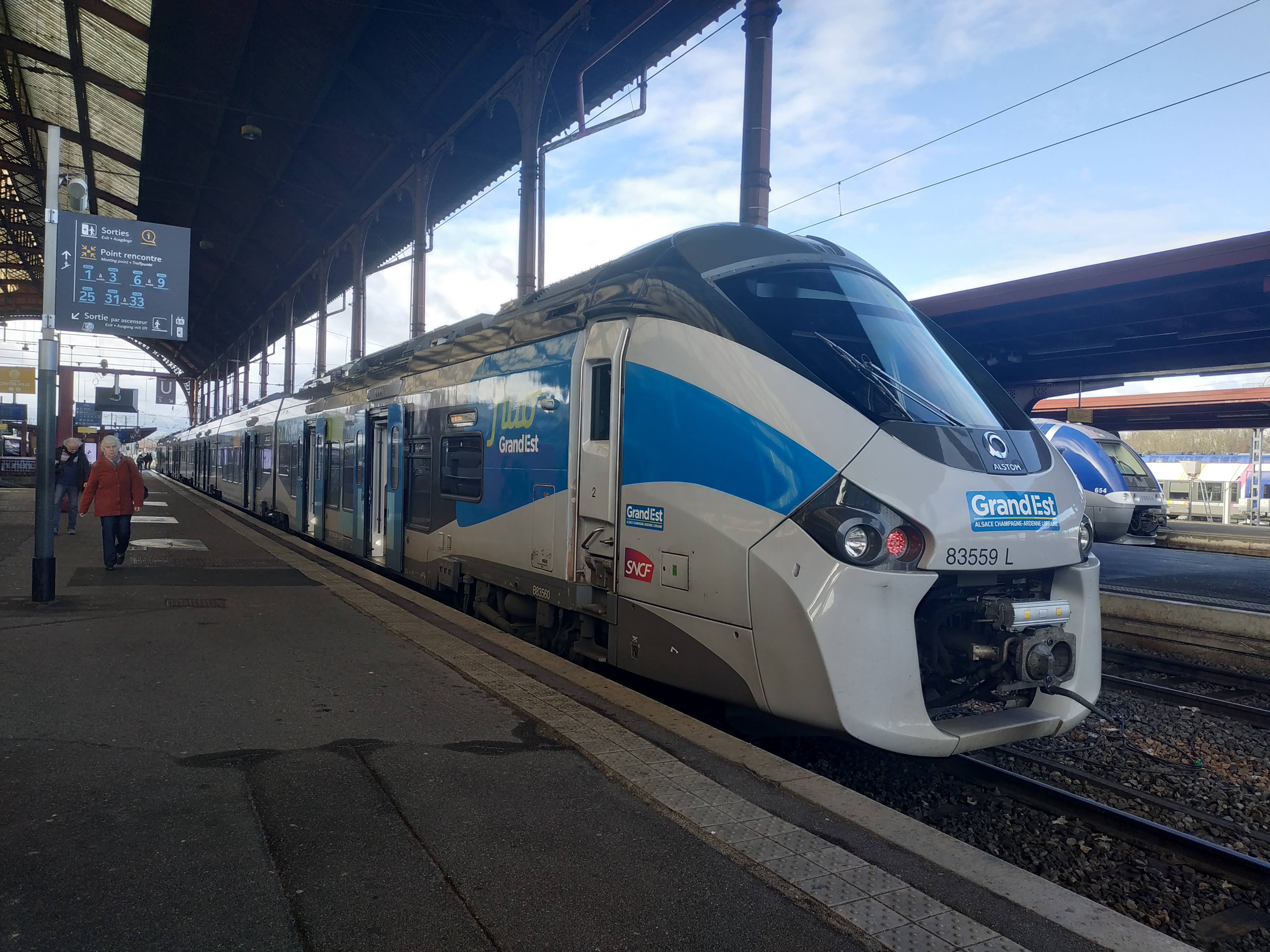
Régiolis en version régionale, avec la livrée Fluo 1ère Version.
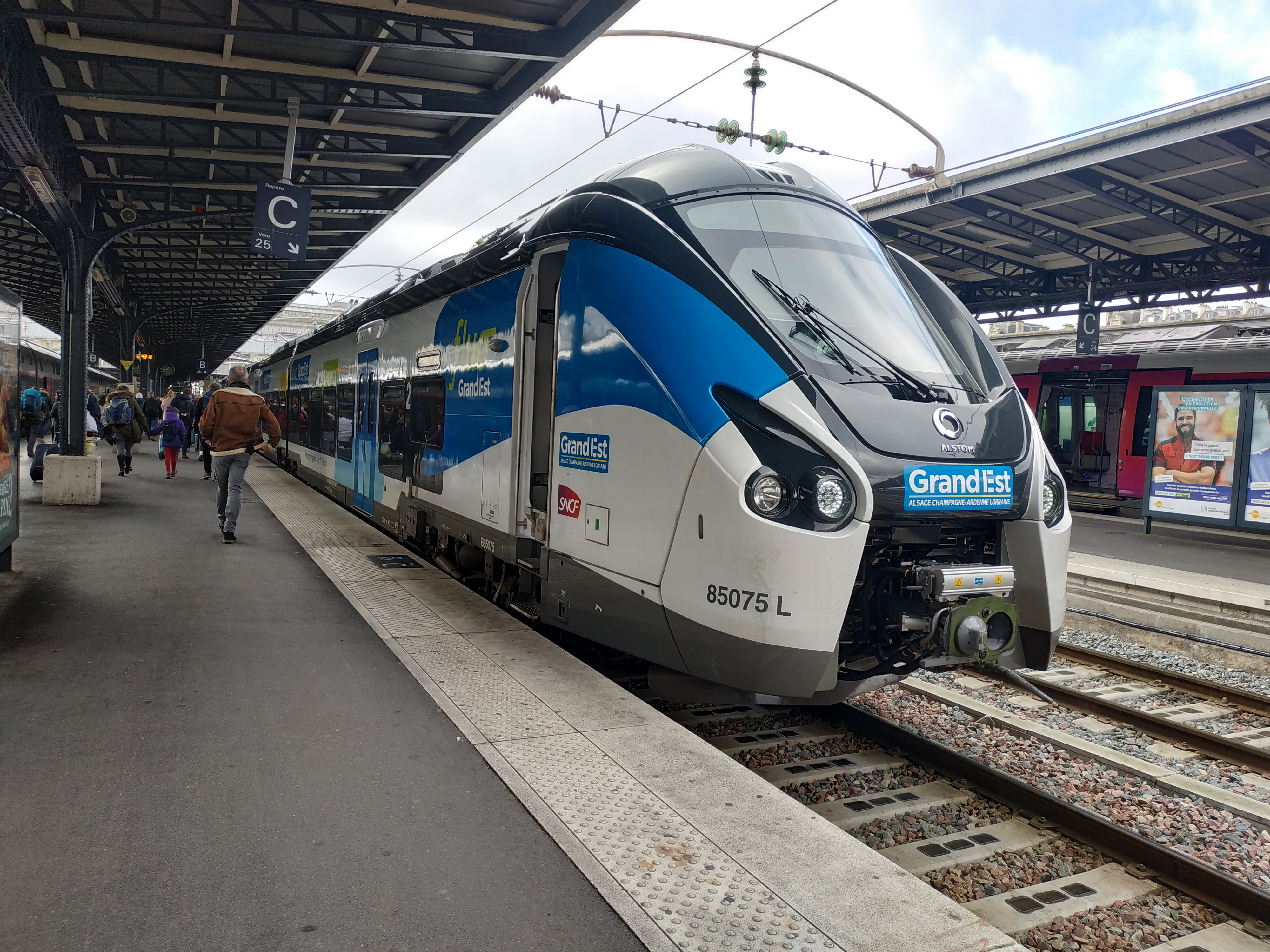
Coradia Liner en version Intercités, doté de la livrée Fluo 1ère Version.
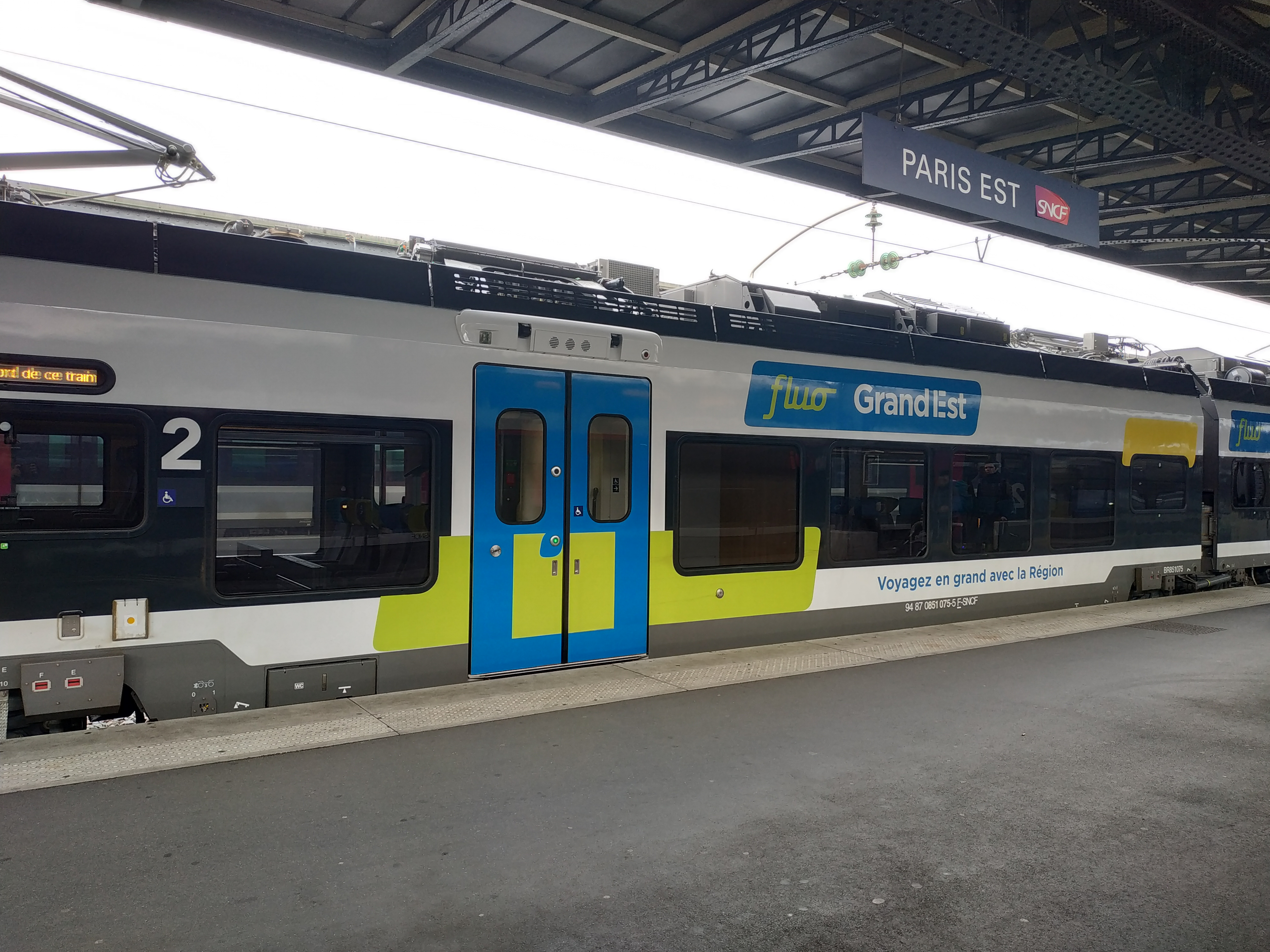
Détail de la livrée, sur un Régiolis version Intercités 1ère Version.

Livrée TER Grand Est transitoire
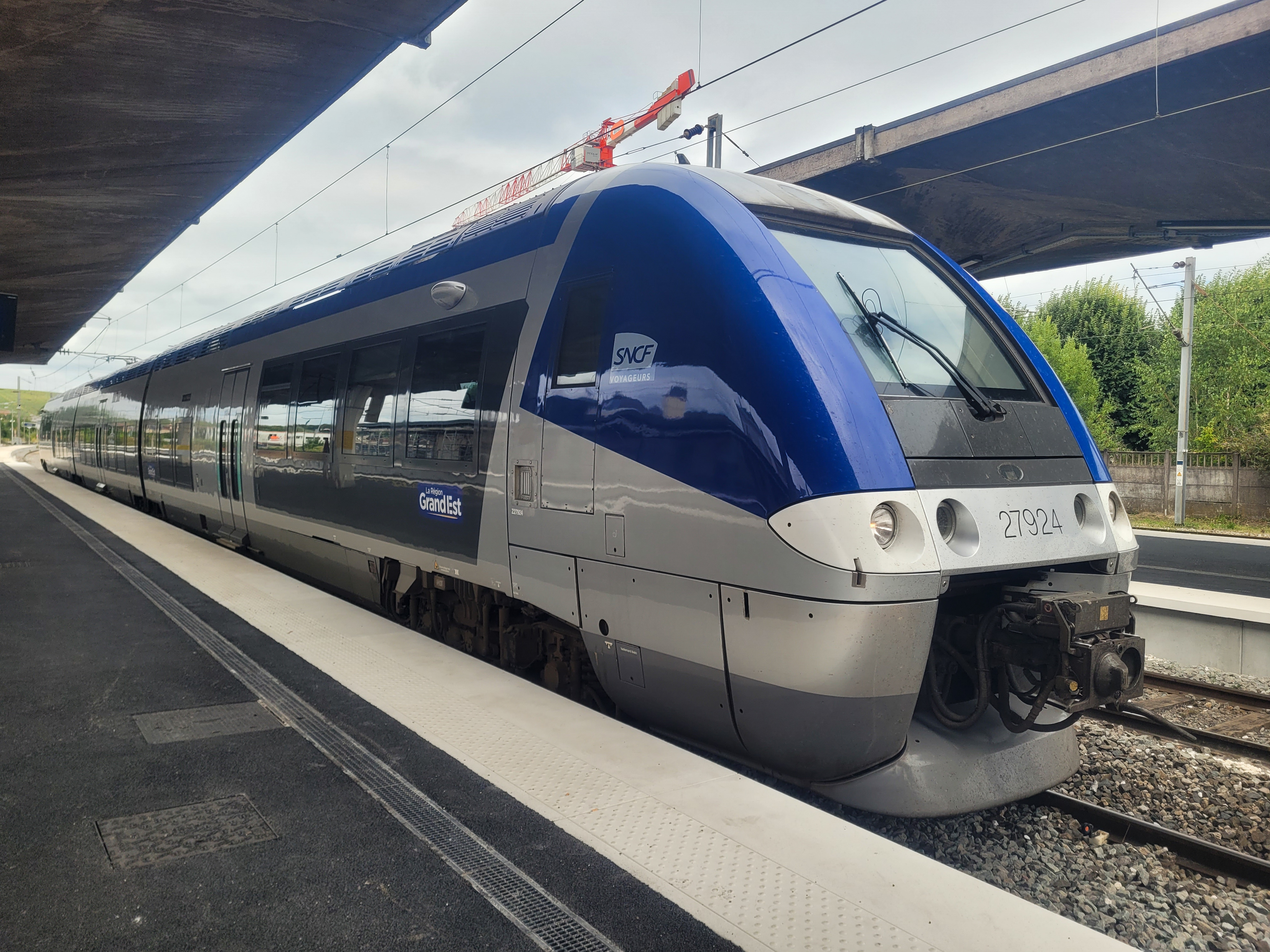
Z 27500 en livrée TER, avec le nouveau logo de la région.
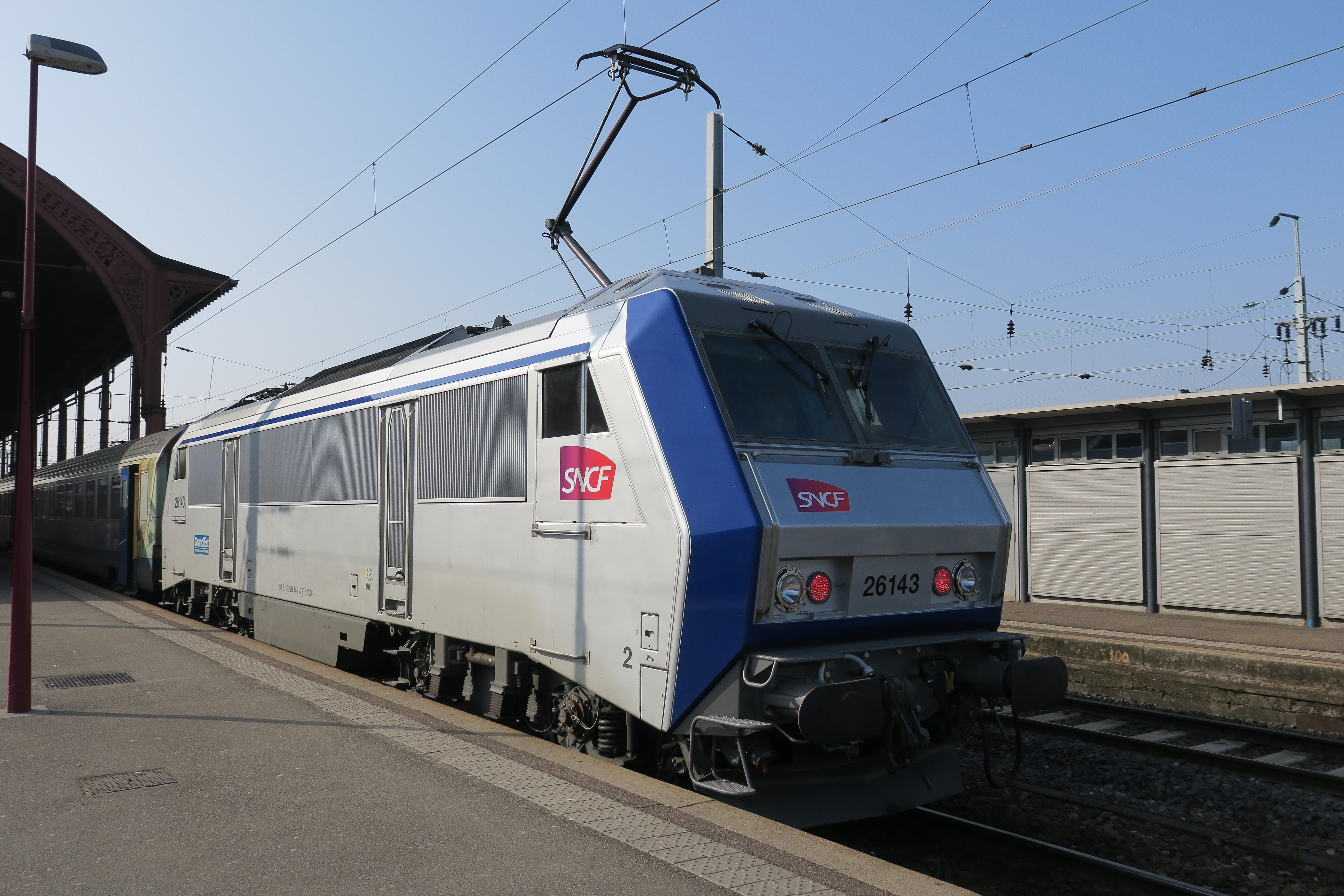
BB 26000 en livrée TER, avec l'ancien logo de la région.
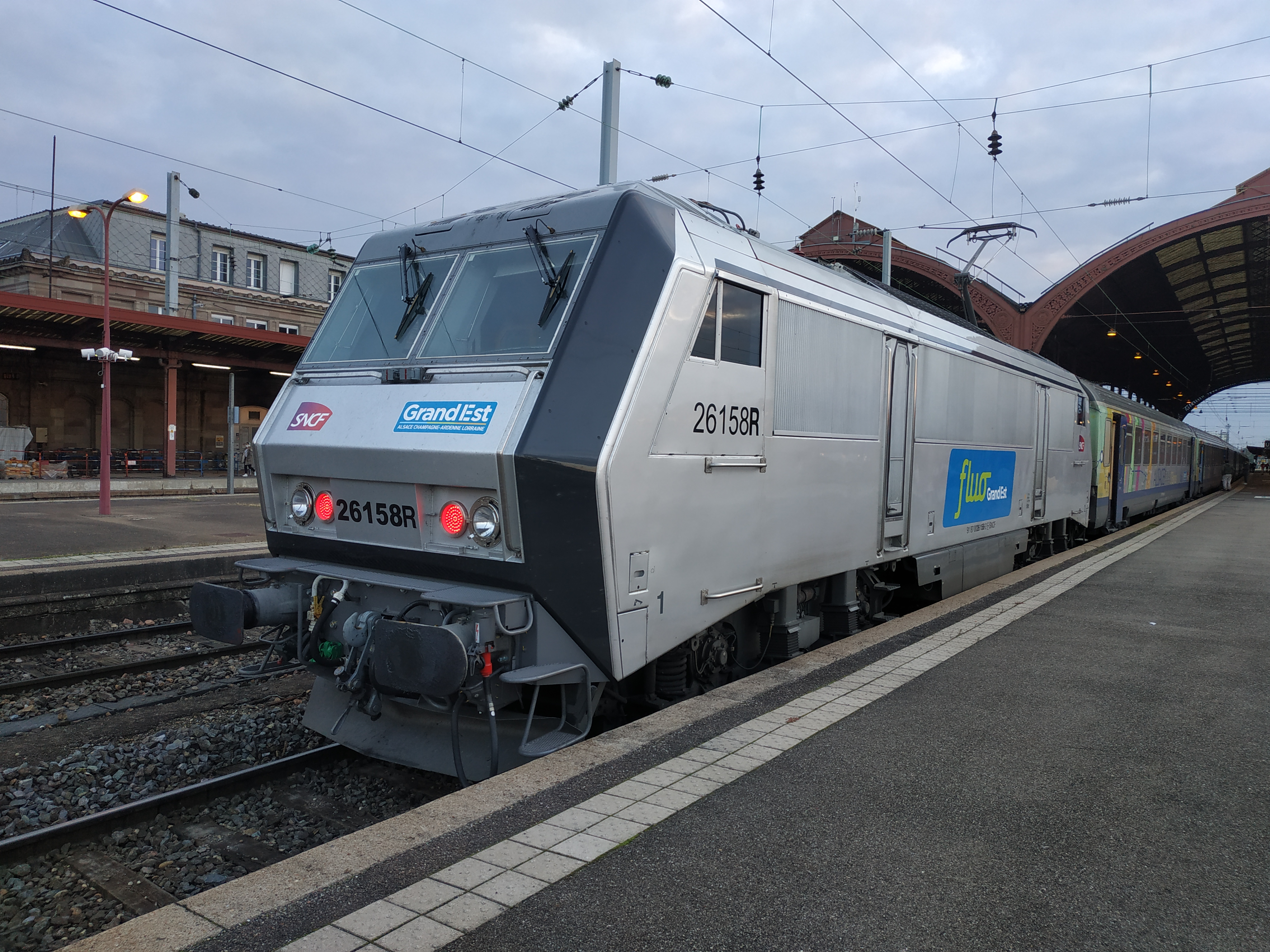
Autre variante pour la BB 26000, avec l'application du logo Fluo Grand Est.
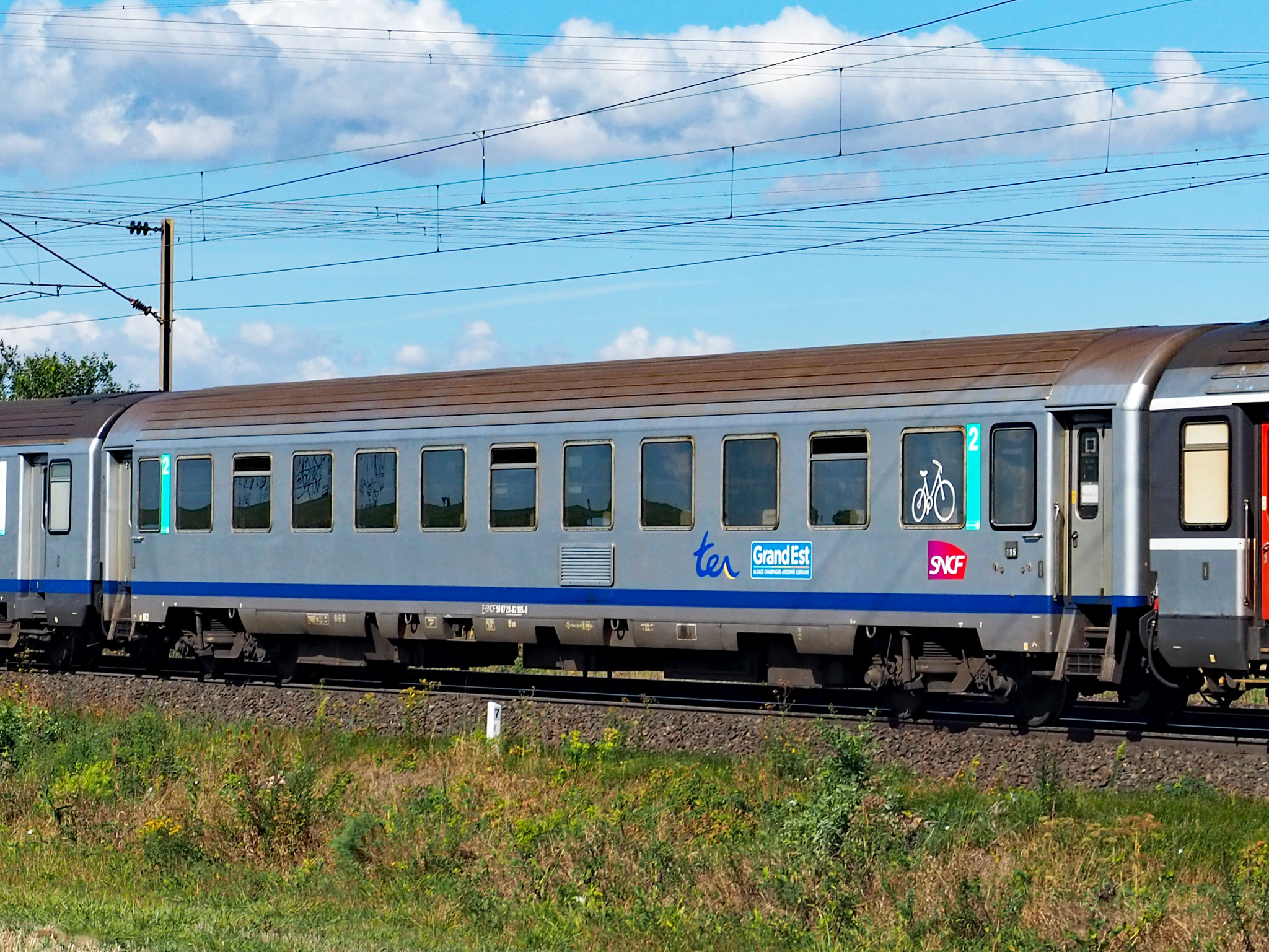
Voiture Corail en livrée TER, avec le logo de la région.
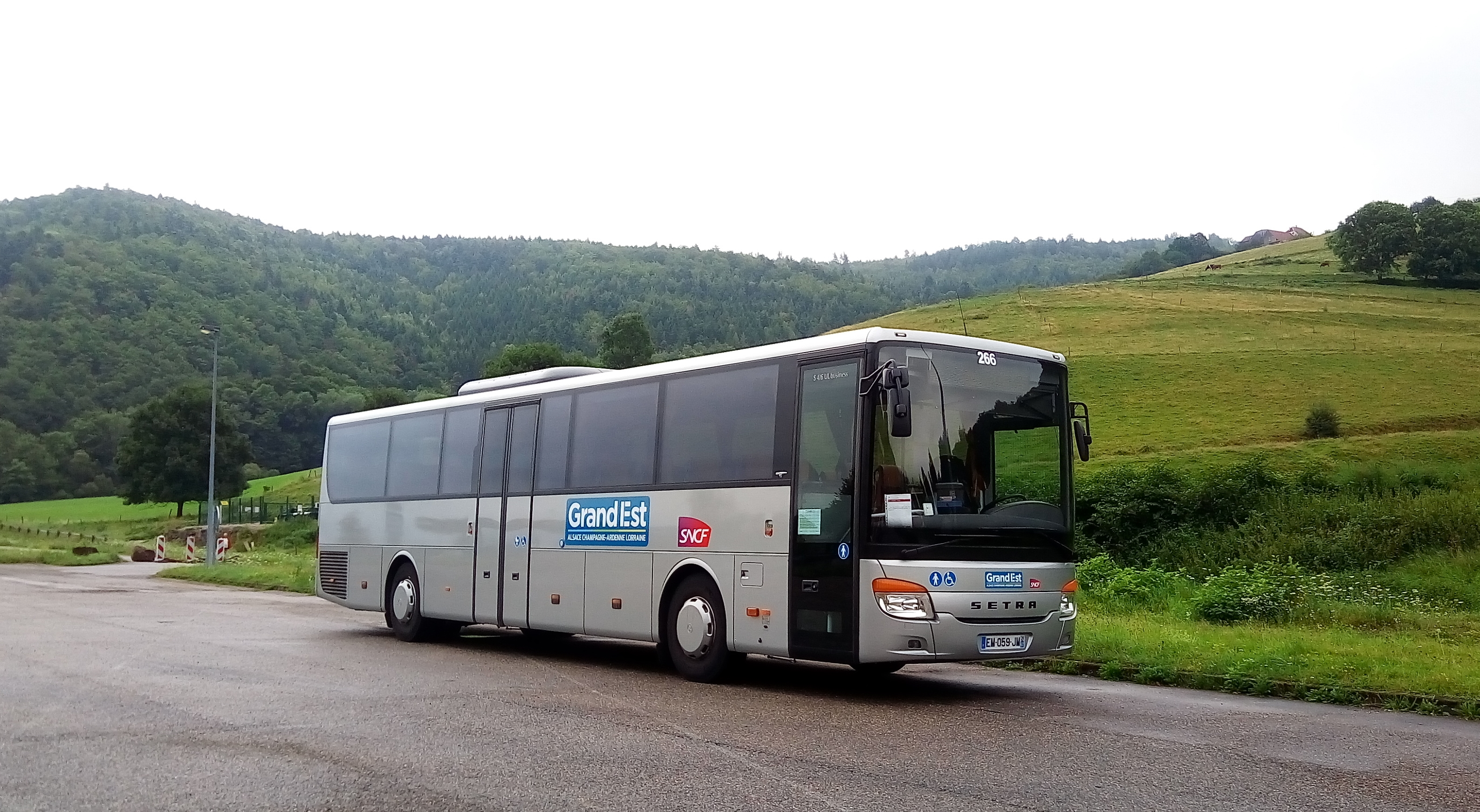
Autocar TER Grand Est.

Livrée TER Alsace
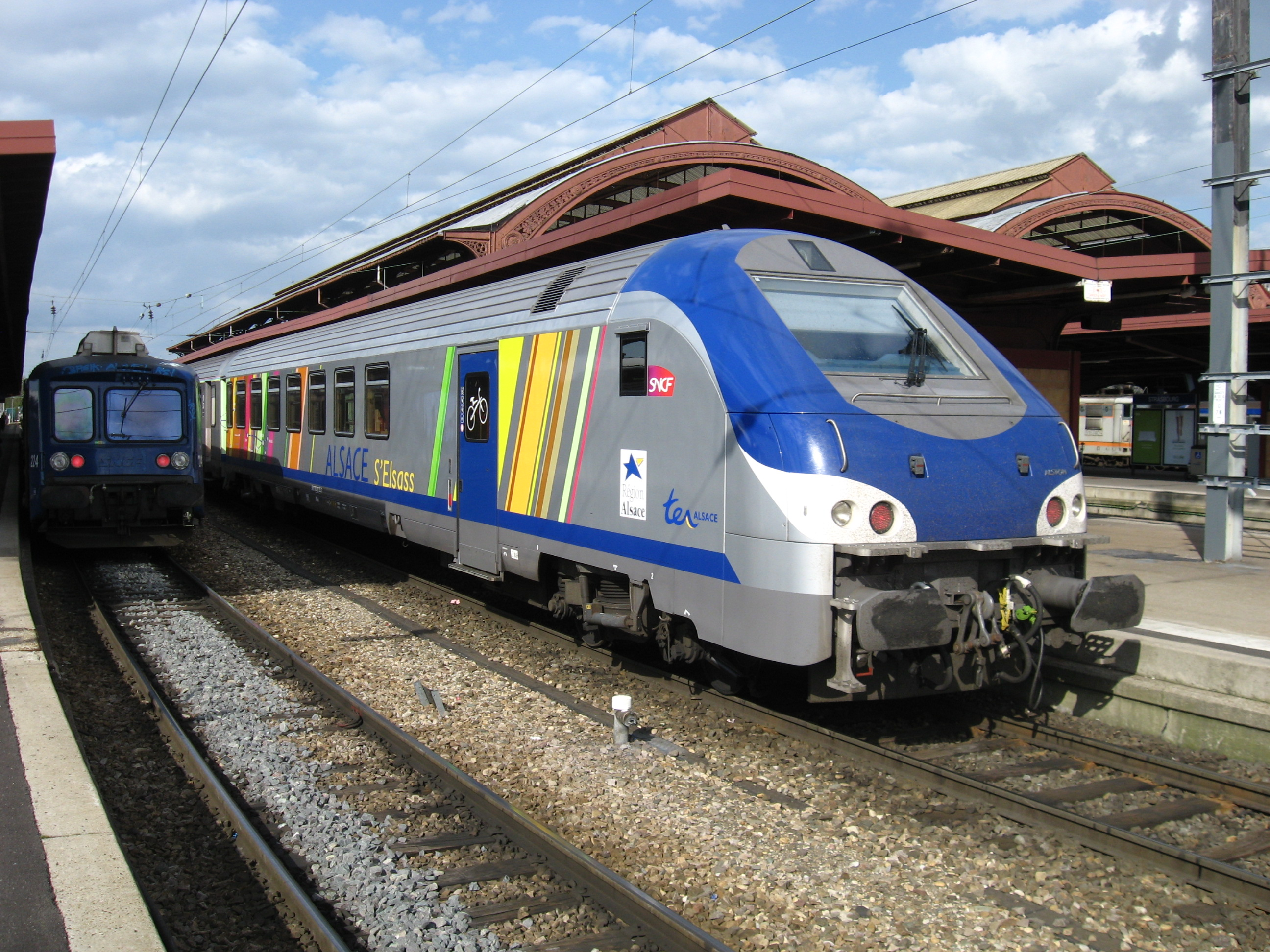
Voiture-pilote Corail en livrée Alsace.
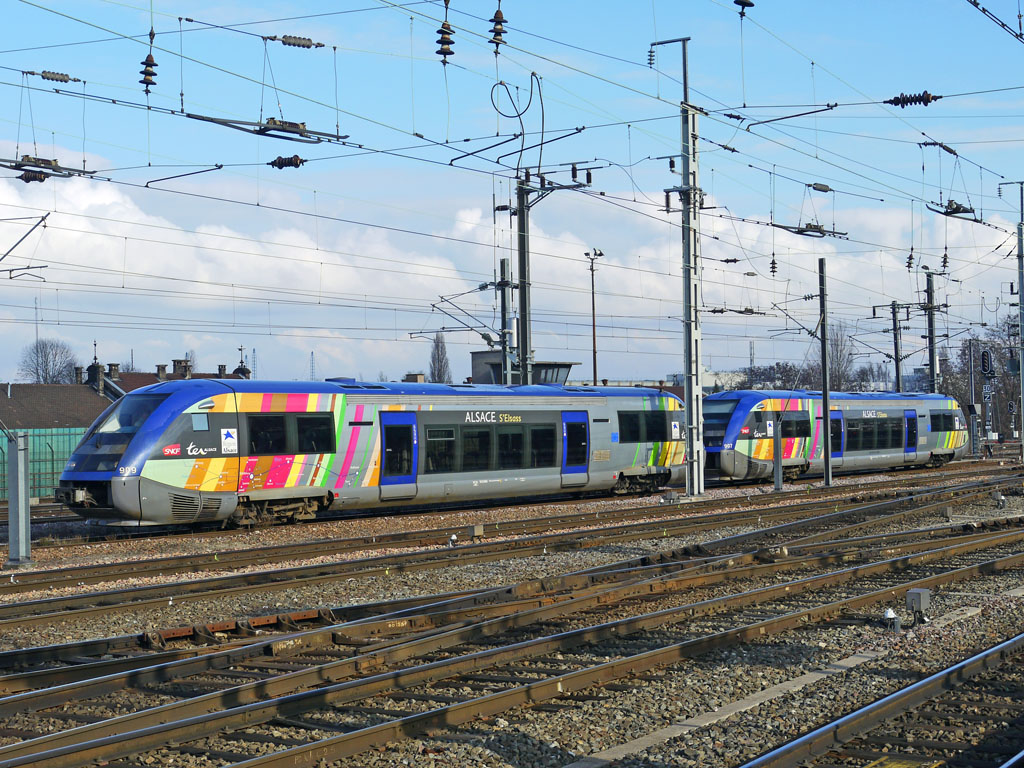
Automoteurs X 73900 en livrée Alsace.
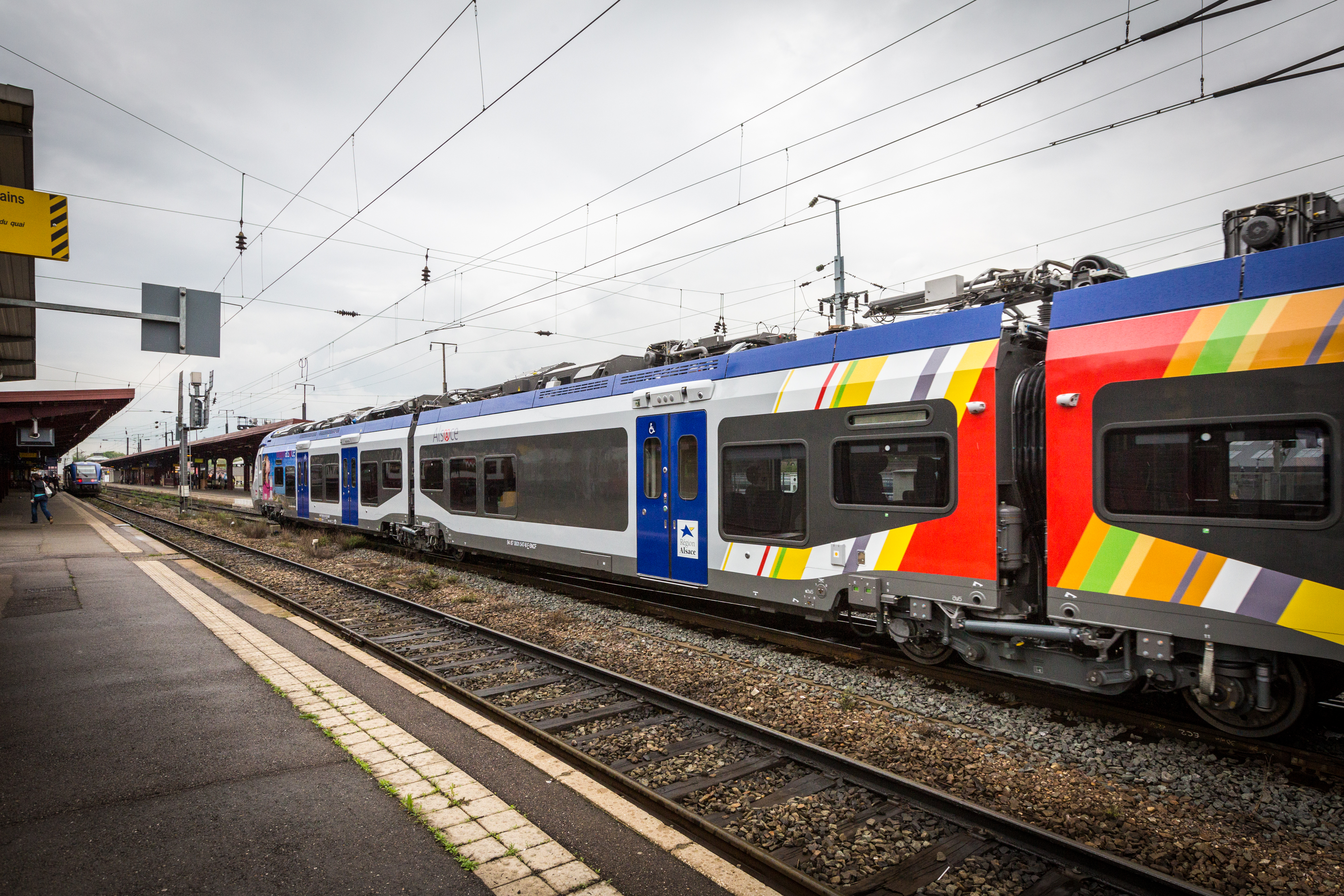
Régiolis en livrée « ImaginAlsace ».
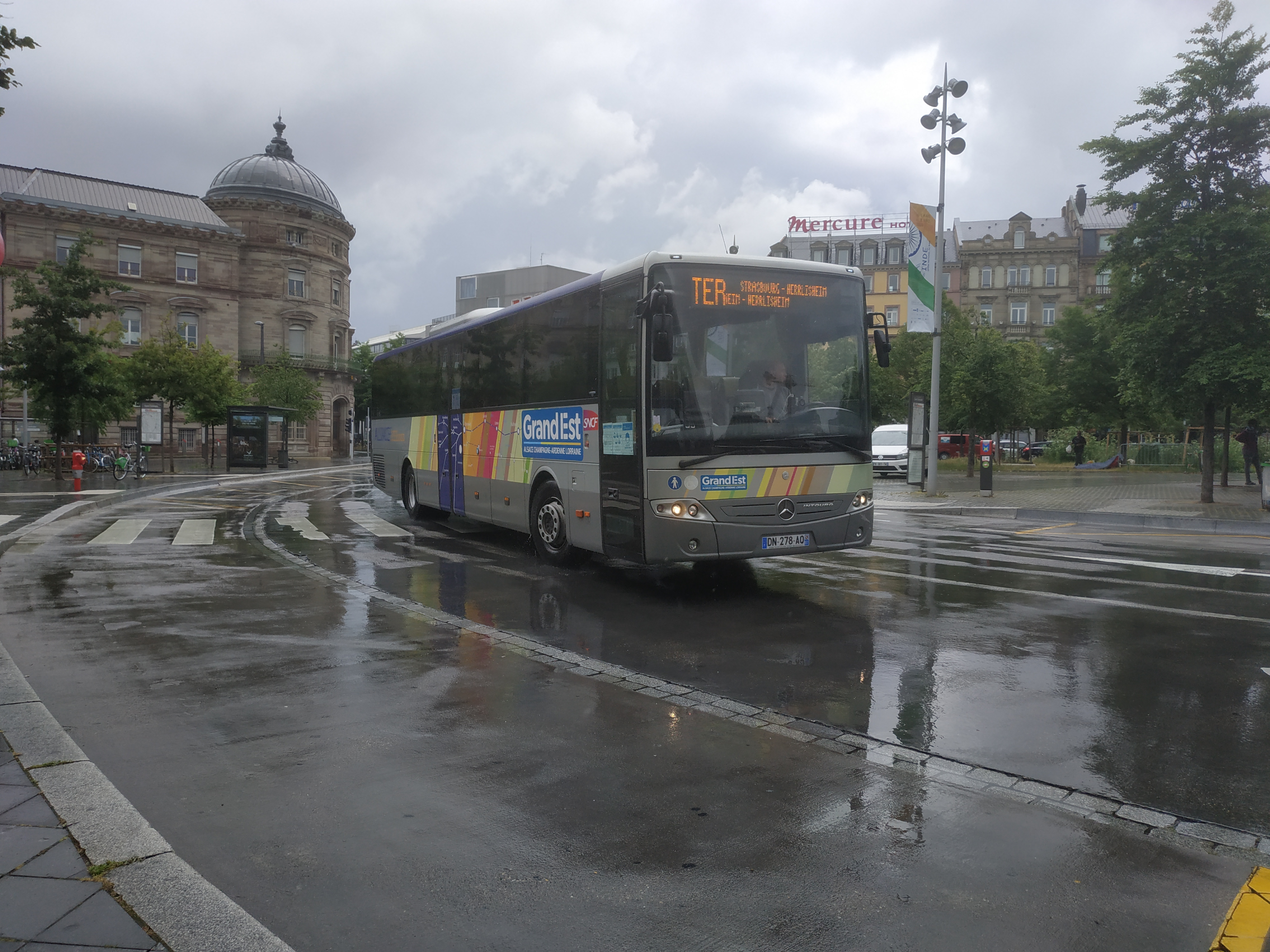
Autocar TER livrée Alsace.

Livrée TER Champagne-Ardenne
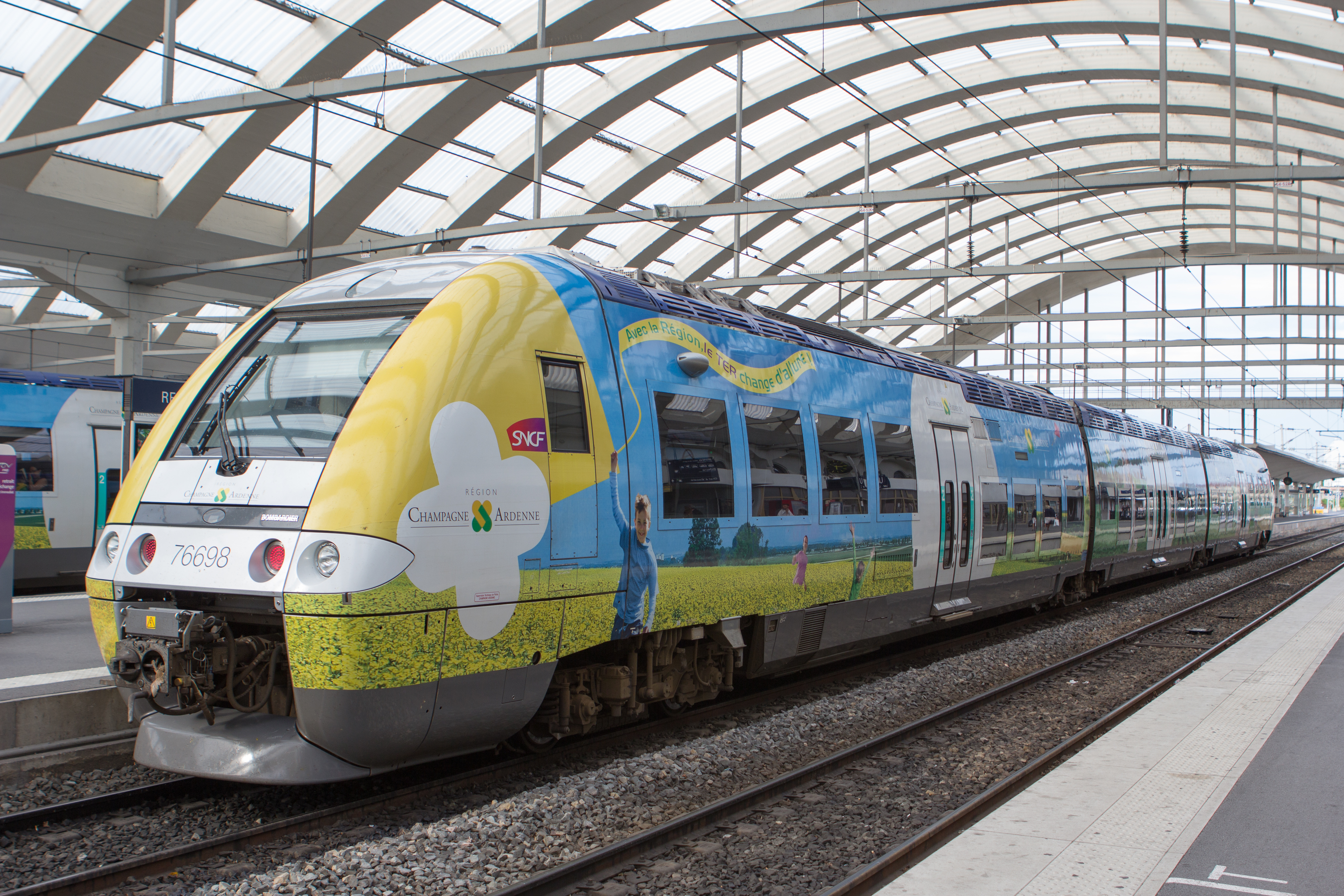
AGC aux couleurs de la région Champagne-Ardenne.
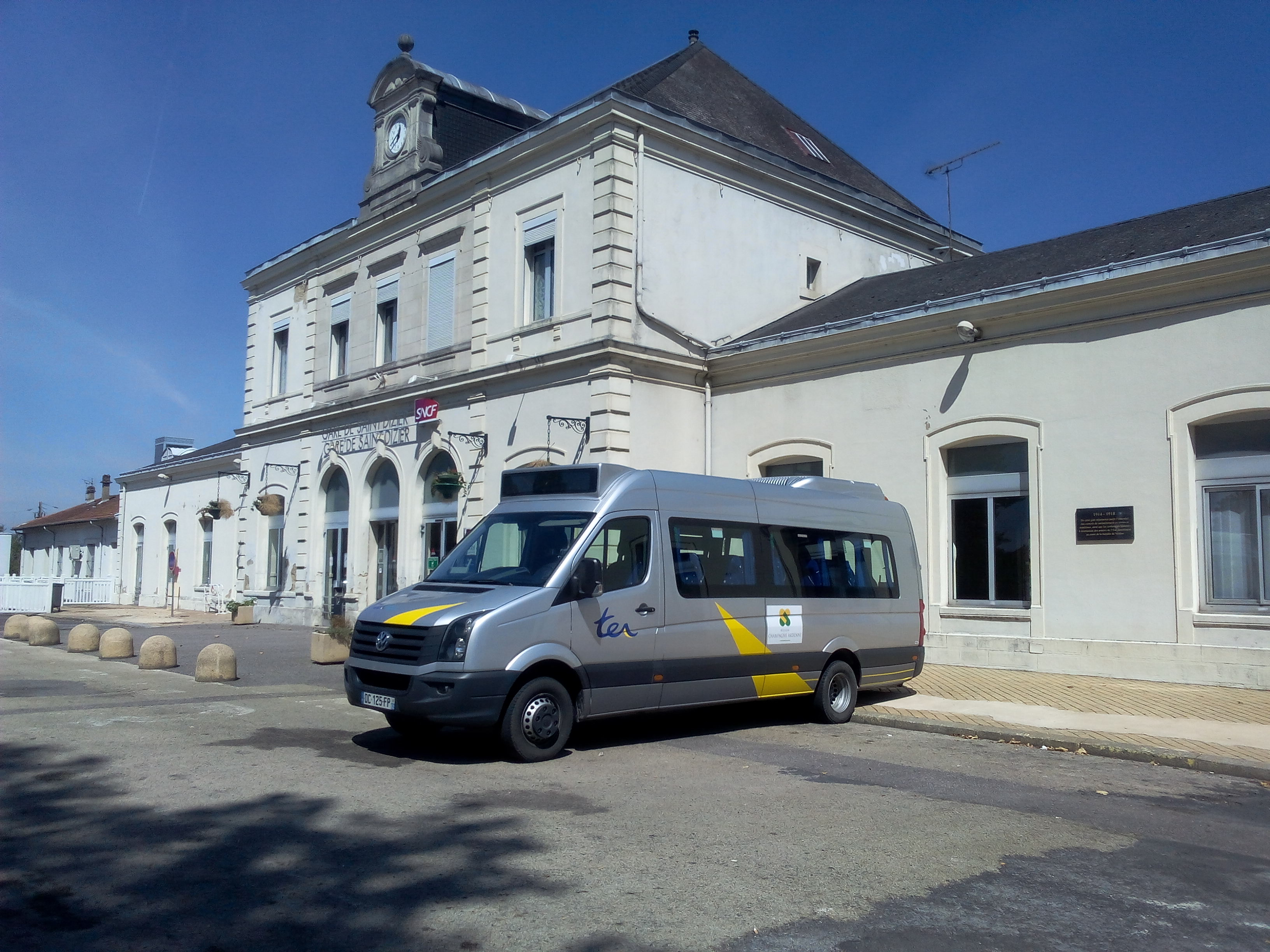
Minibus portant l'ancienne livrée TER Champagne-Ardenne.

Livrée TER Lorraine
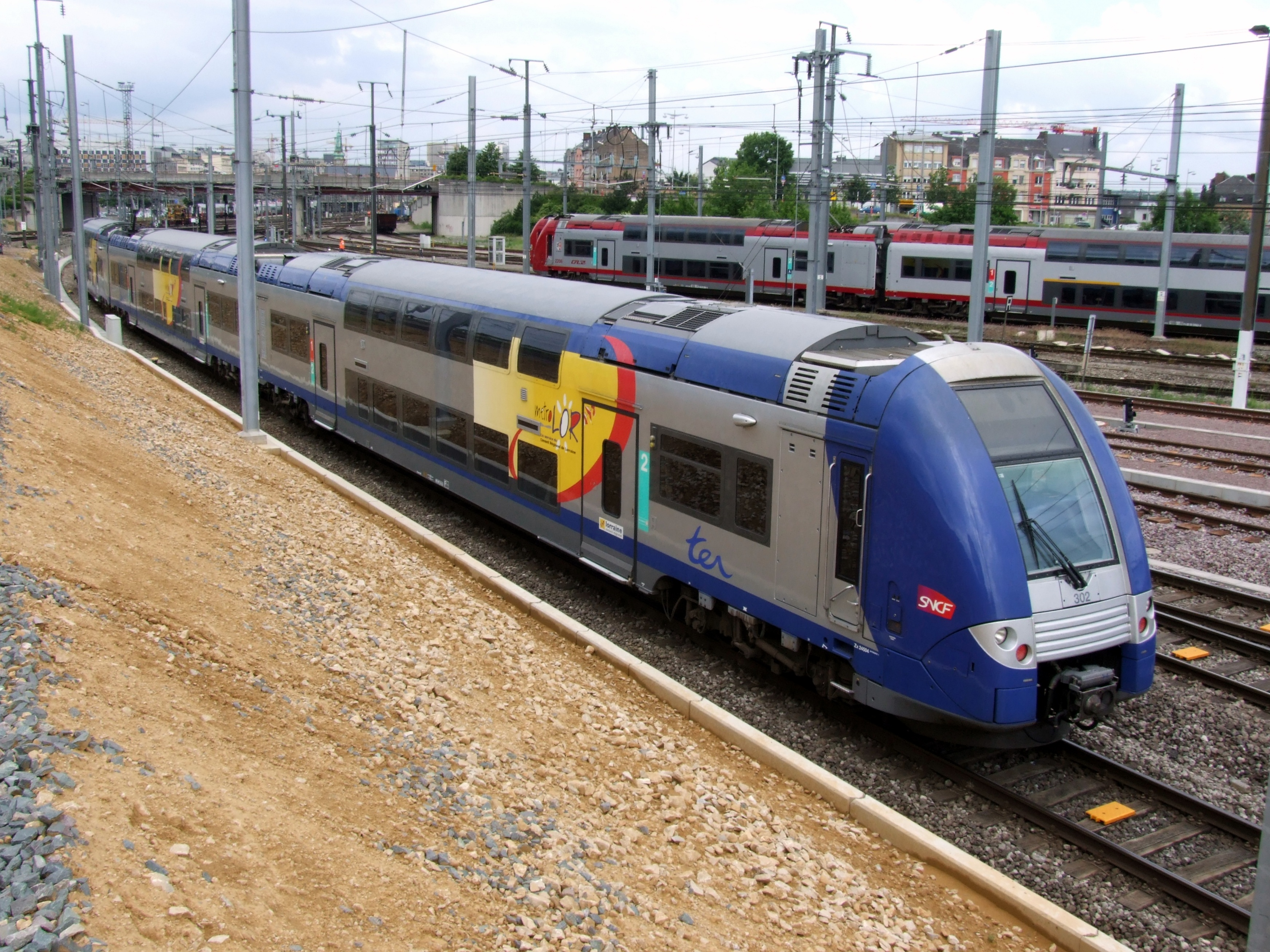
Z 24500 en livrée Métrolor « version 2002 ».
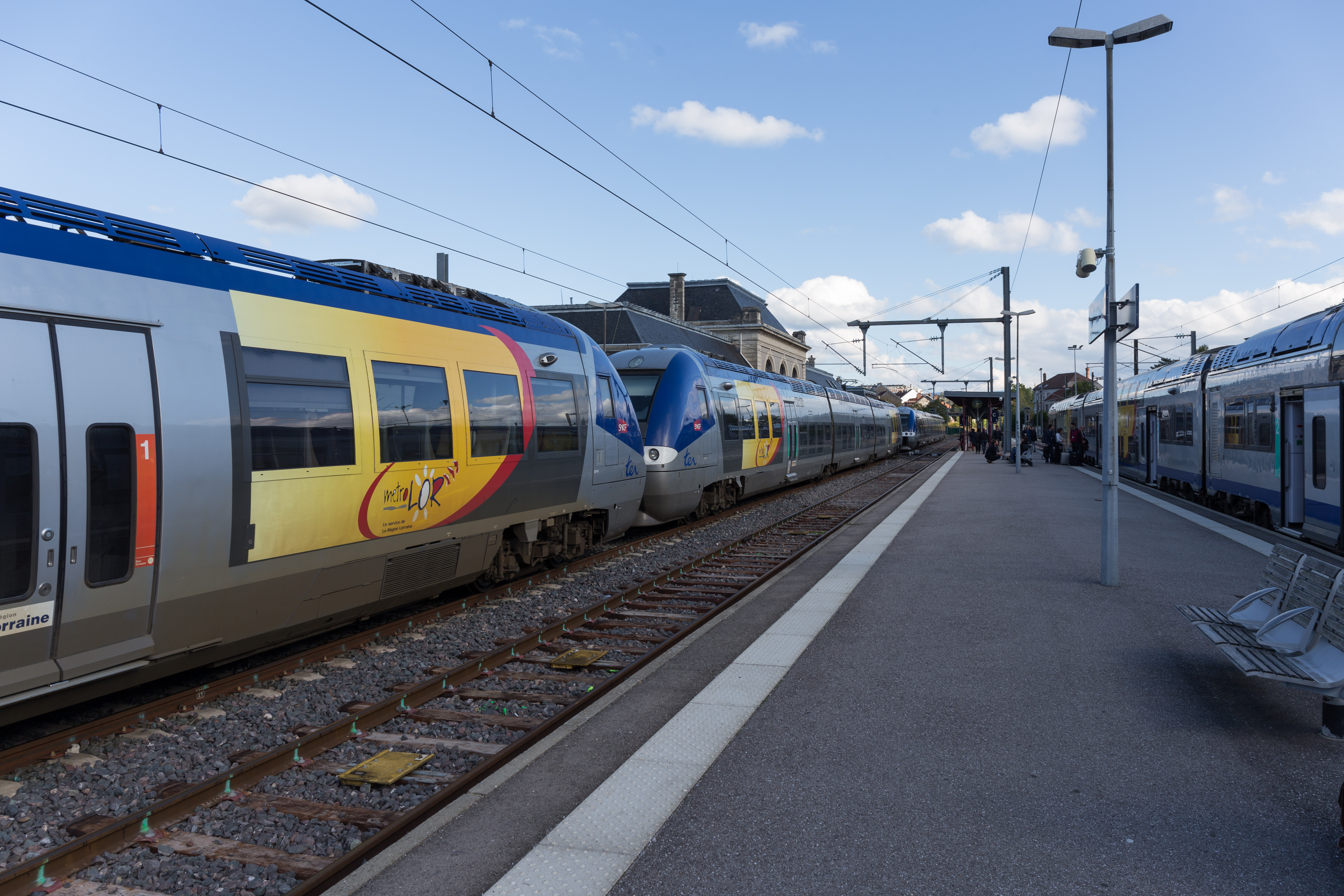
AGC en livrée Métrolor « version 2002 ».
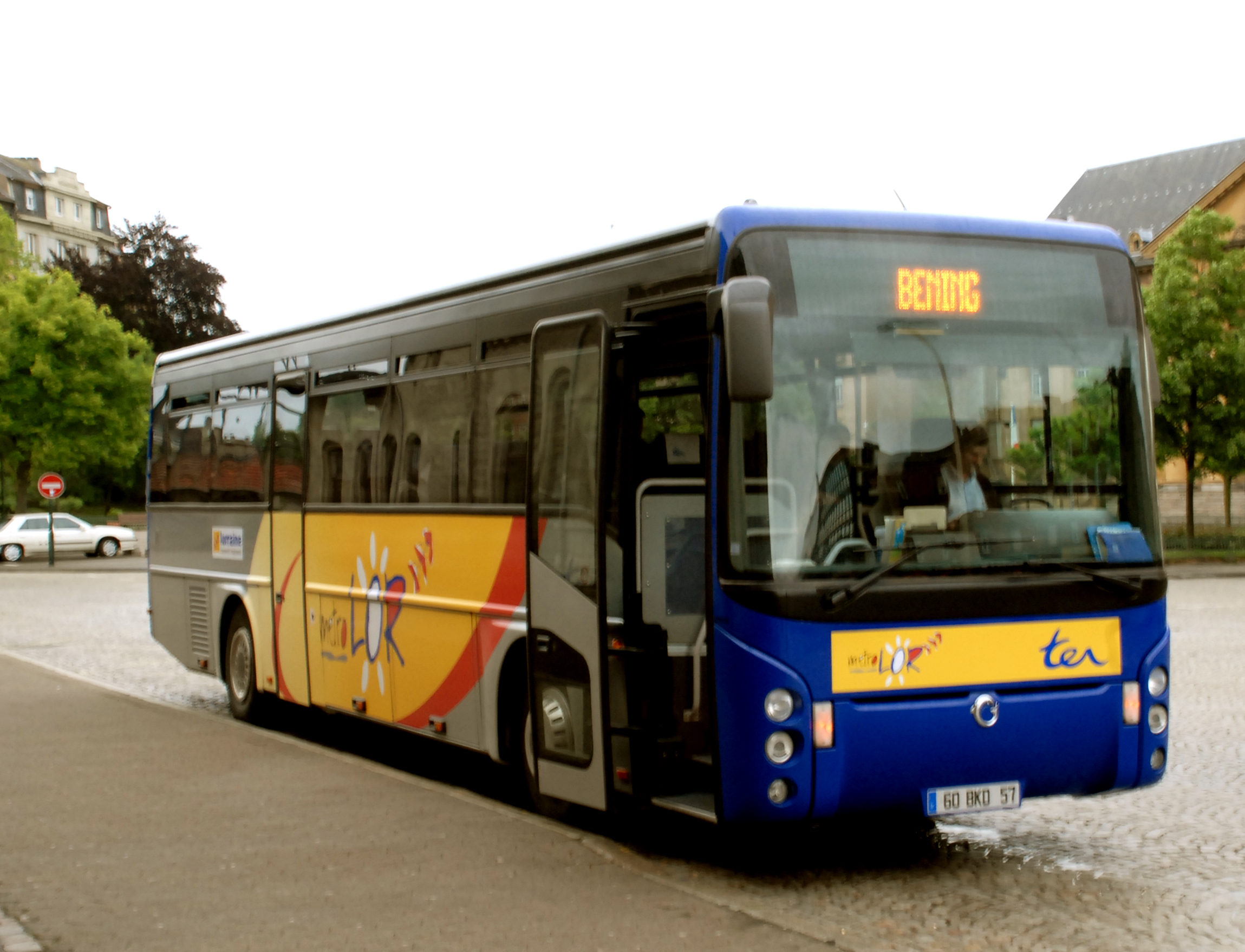
Autocar en livrée Métrolor « version 2002 ».
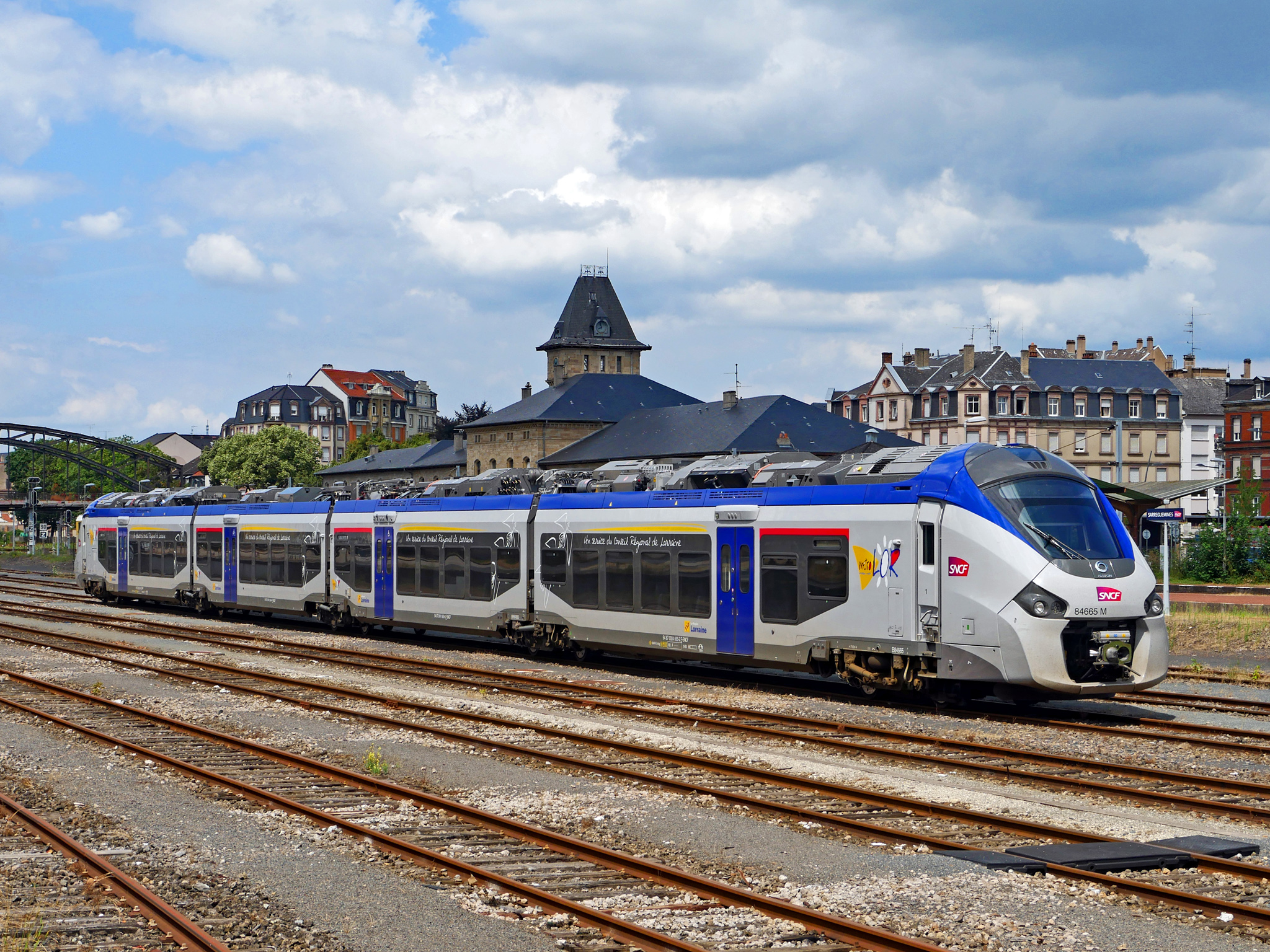
Régiolis en livrée Métrolor « version 2013 ».
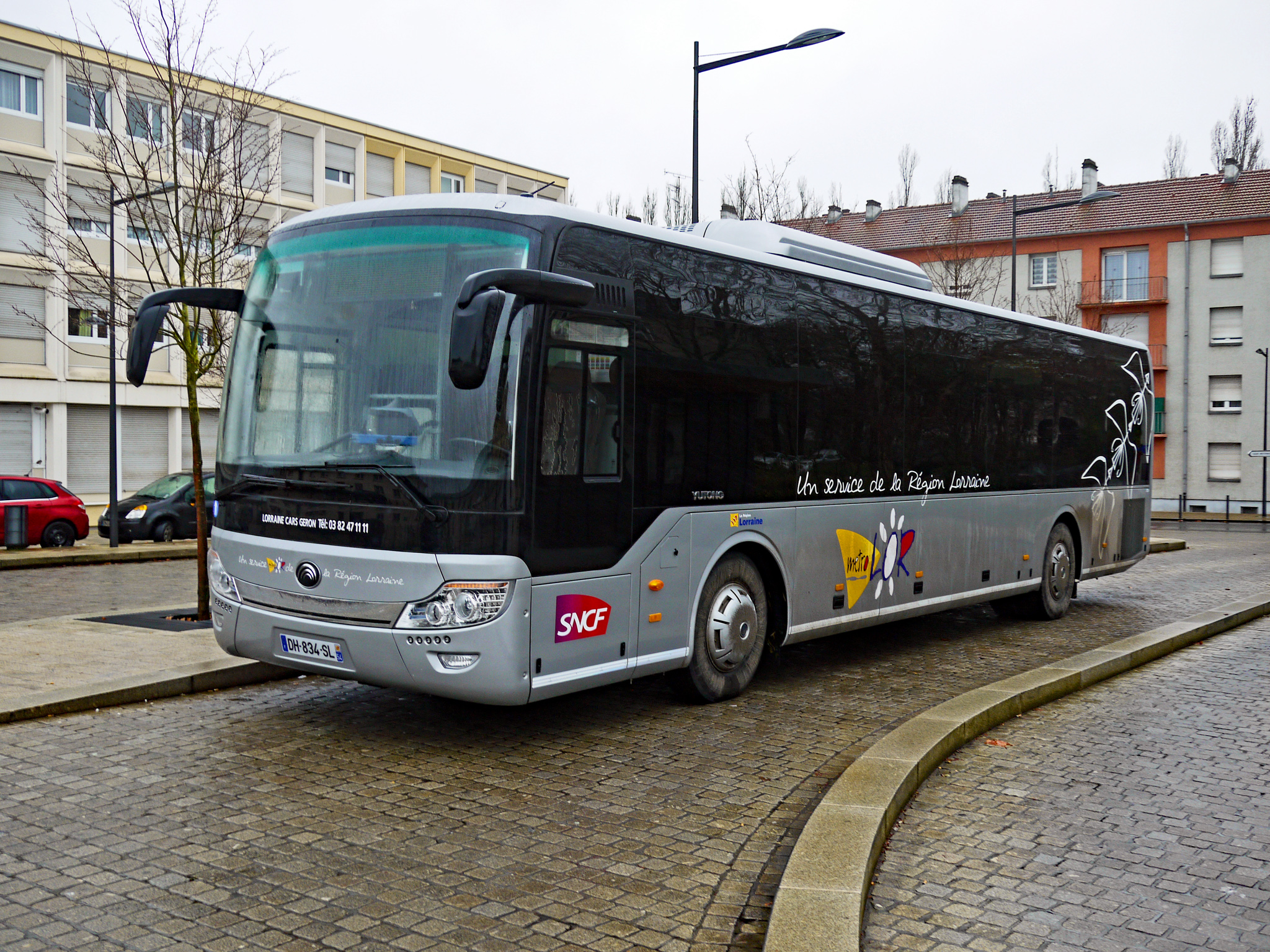
Autocar en livrée Métrolor « version 2013 ».

Logos spécifiquement appliqués au TER Vallée de la Marne
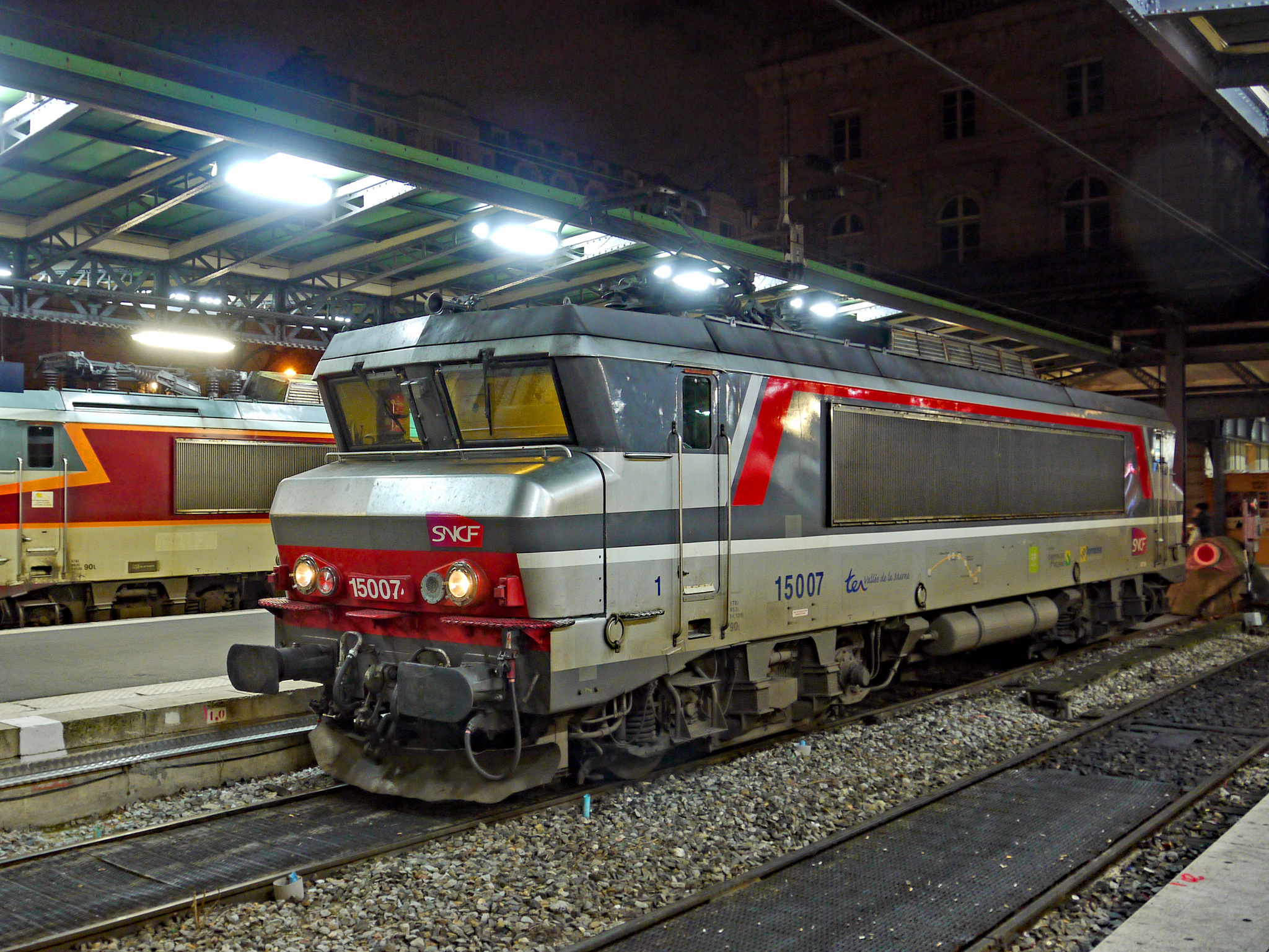
Locomotive BB 15007.
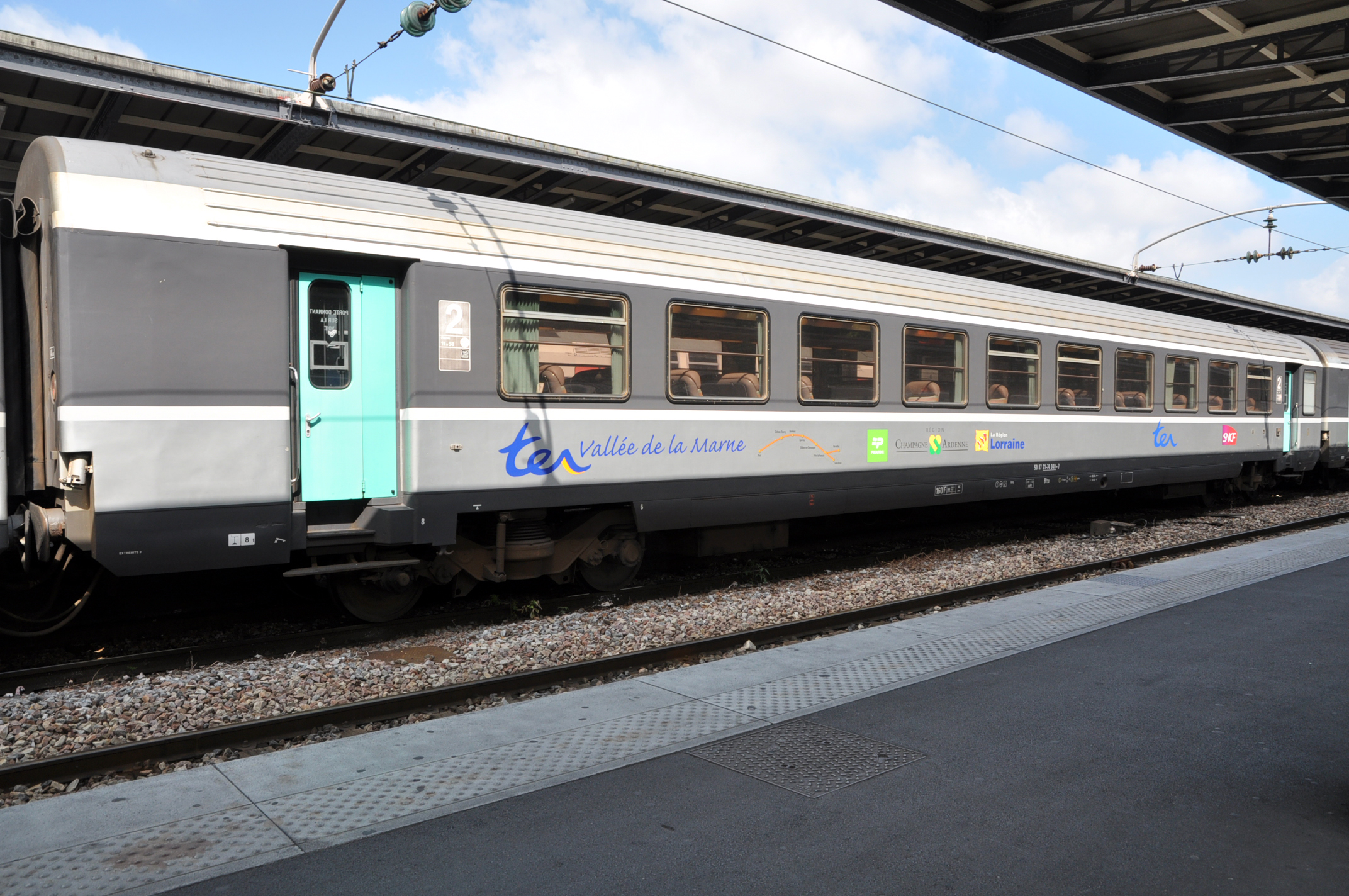
Voiture Corail affectée à cette liaison.

Livrée Carmillon
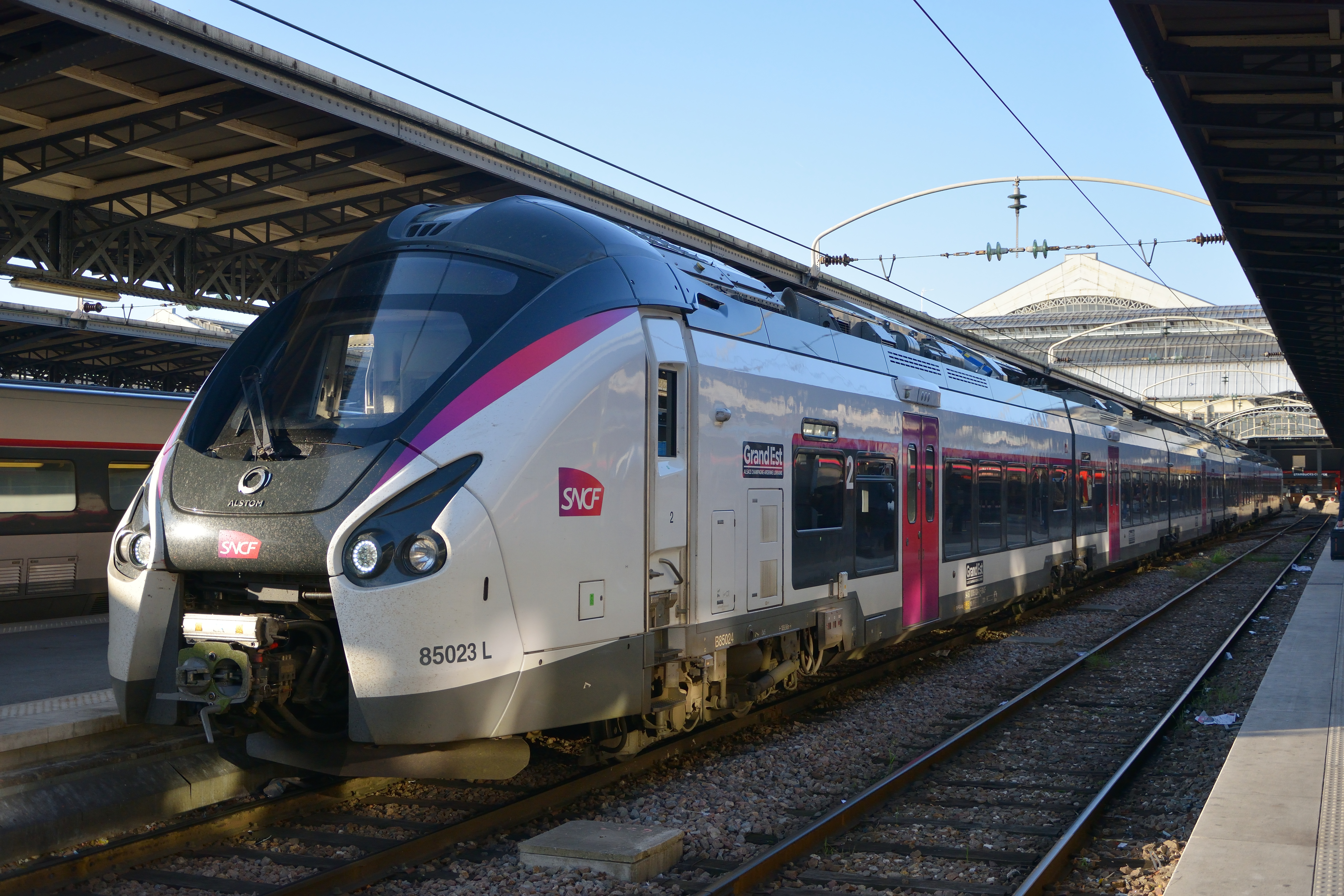
Rame Coradia Liner, avec le logo de la région, en attente de départ à Paris-Est pour Troyes.
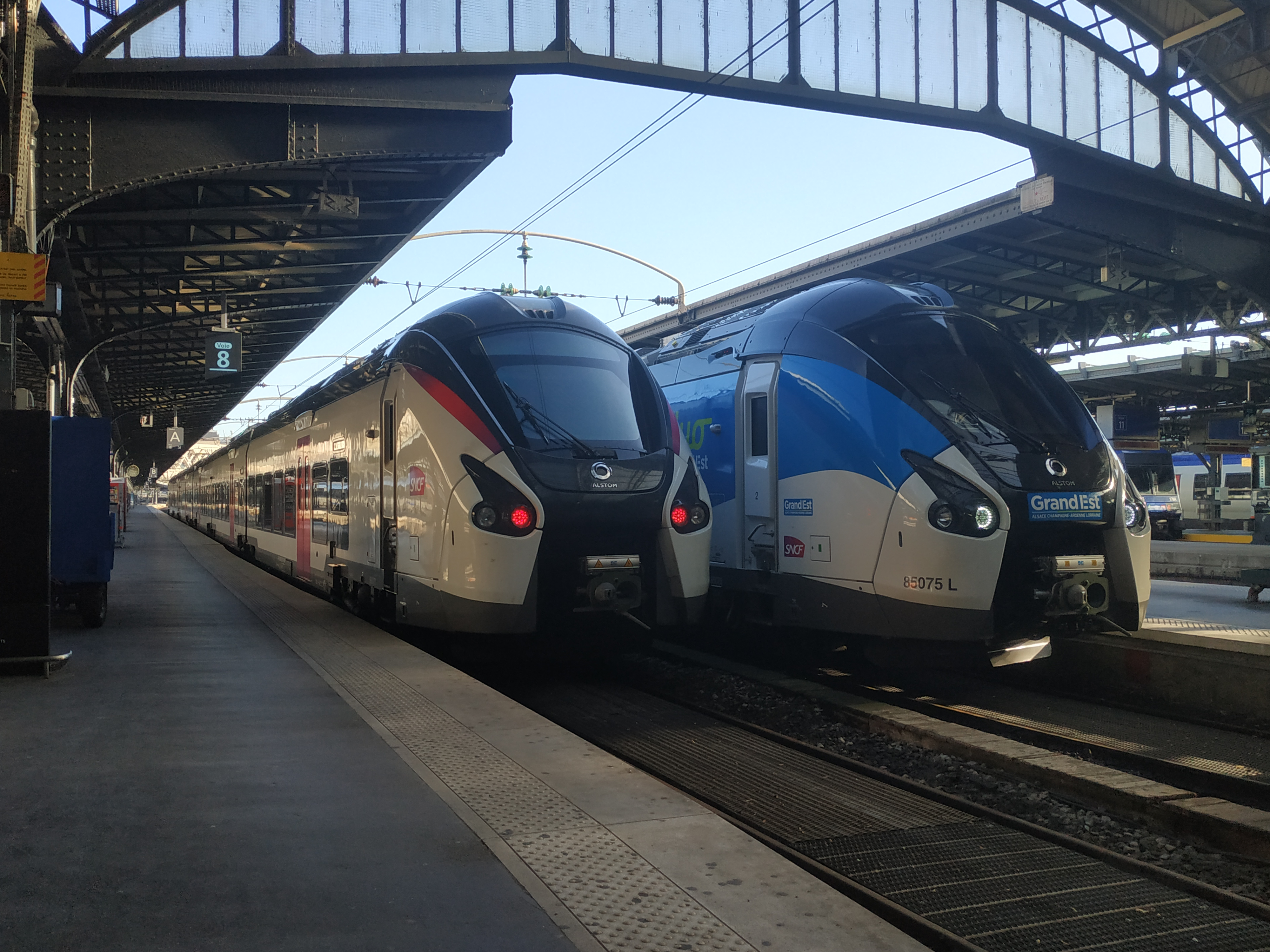
Coradia Liner / Régiolis, en livrée Carmillon et en livrée Fluo, à Paris-Est.

### Projets

#### TER 2N NG
Afin d'assurer la continuité de desserte entre la Lorraine et le Luxembourg, celui-ci ayant prévu de faire évoluer ses installations, la région décide en 2016 de financer des études qui portent sur l'équipement de ses vingt-cinq TER 2N NG issus du parc lorrain en Système européen de contrôle des trains (ETCS) niveau 2 baseline 3 pour un montant de 6,3 millions d'euros. Les études devraient se finir en septembre 2017. En 2017, elle décide de financer la réalisation du prototype de cette opération, pour un montant de 5,5 millions d'euros,. Néanmoins, tout le parc ne devrait pas être rétrofité pour la date limite du 31 janvier 2019, entraînant des ruptures de charge à Thionville faute de matériel homologué pour circuler au Luxembourg.
En avril 2019, le Grand Est a annoncé le rachat des seize Z 26500 pentacaisses de la région Normandie pour un montant de 100 millions d'euros. Cet achat annule l'échange de dix-sept ZGC contre douze Z 26500 quadricaisses conclu en 2017 avec la région Centre-Val de Loire.

#### Régiolis et trains à hydrogène
À l'occasion de la livraison du 200e Régiolis, destiné à la région Grand Est en juin 2017, le président Philippe Richert a annoncé l'acquisition de dix Régiolis supplémentaires. Cette commande s'accompagne d'une option supplémentaire pour la fourniture de quinze Régiolis type Z 31500 aptes à circuler en Allemagne en remplacement des X 73900 circulant au gazole sur des axes intégralement électrifiés,.
Cette commande supplémentaire doit permettre à la région d'amorcer le retrait des Z 11500, plus anciennes automotrices en service dans la région. Le sort des X 73900 n'est pas précisé.
En juillet 2019, la région approuve la commande de trente rames Régiolis supplémentaires pour un montant de 376 millions d'euros. Neuf rames d'occasion seront également achetées à d'autres régions pour un total de 102 millions d'euros. Le Grand Est annonce aussi l'acquisition de cinq trains à hydrogène à titre expérimental. Ces nouvelles rames circuleront essentiellement sur les relations transfrontalières entre l'Alsace et l'Allemagne à l'horizon 2024.

#### Coradia Liner
Initialement commandées par l'État, le Grand Est a déployé dix-neuf automotrices Coradia Liner d'Alstom sur l'axe Paris – Troyes – Belfort en remplacement des CC 72100 et rames Corail. En plus de ces dix-neuf éléments mis en service durant l'été 2017, la région a commandé en novembre 2017 cinq unités supplémentaires afin de renforcer l'offre Paris – Belfort (– Mulhouse), d'améliorer l'axe Nancy – Strasbourg et de remplacer certaines rames Corail tractées par des BB 15000 sur les missions « Vallée de la Marne ».

#### BB 26000 et Corail réversibles
Pour l'introduction du service horaire 2019, le Grand Est a assuré le portage financier de six locomotives BB 26000 précédemment affectées à l'activité Intercités de la SNCF, pour un montant de 2,2 millions d'euros. Ces six BB 26000 sont appelées à remplacer à terme les dernières BB 15000 engagées sur les missions « Vallée de la Marne ».
Les locomotives doivent subir une opération mi-vie et recevoir les équipements de réversibilité, financés par la région pour un montant de 12 millions d'euros (comprenant 1,5 million d'euros d'« aléas » et 900 000 euros de rémunération pour SNCF Mobilités), afin d'être utilisées de manière banalisée avec les quatorze machines en service sur les TER 200.
Le Grand Est se porte également acquéreur de six voitures pilote Corail auprès de la région Bourgogne-Franche-Comté afin d'exploiter tous les coupons Corail en réversibilité.

#### BB 22200
Dix BB 22200 ont été acquises auprès de la région Provence-Alpes-Côte d'Azur pour 5,5 millions d'euros afin de remplacer les BB 25500 encore actives sur le territoire alsacien. La région Grand Est assurera le retrait de la livrée TER PACA et l'apposition de l'identité visuelle du TER Fluo.

#### Z 11500
Depuis novembre 2019, les 14 automotrices Z 11500 encore en service reçoivent une opération de remise à niveau, avec implantation de prises de courant, changement du revêtement des sièges et des rideaux, rafraîchissement des toilettes et apposition des logos Fluo Grand Est[réf. nécessaire].

#### RRR
Début 2025, la région annonce la rénovation de 15 rames RRR pour 11,7 millions d'euros, afin de les permettre de circuler jusqu'en 2030.

## Projets de dessertes et d'infrastructures

### Metz – Luxembourg
Au cours de l'été 2017, la région a annoncé le déblocage d'une enveloppe de 93 M€ pour le Sillon Lorrain. Cette enveloppe inclut notamment l'allongement des quais des gares de Hagondange, Uckange et Hettange-Grande. L'autre part de l'enveloppe est dédiée au développement du stationnement autour des gares du Sillon, du covoiturage et des transports en commun thionvillois.
À l'horizon 2028-2030, le conseil régional et le Grand-Duché de Luxembourg veulent porter l'offre entre Thionville et Luxembourg à huit trains par heure et par sens. Cette augmentation de l'offre sera permise par l'arrivée des Z 26500 de Normandie et par la réalisation de nombreux travaux des deux côtés de la frontière, dont l'ajout d'une troisième voie au nord de Thionville, la construction de la ligne nouvelle Bettembourg – Luxembourg et la création de nouveaux quais en gare de Luxembourg.

### Paris – Mulhouse
Le chantier d'électrification d'une partie de la « ligne 4 » a été lancé fin novembre 2016. Le projet, d'un montant de 320 M€, doit voir la section Gretz-Armainvilliers – Nogent-sur-Seine électrifiée à l'horizon 2021. La caténaire doit arriver à Troyes en 2022. Ce projet, issu de volontés politiques, n'a pas engendré d'annonces de gains de temps de la part de la SNCF ou des pouvoirs publics.
Par ailleurs, en devenant autorité organisatrice des Intercités circulant sur cet axe, la région annonce au service horaire 2018 une hausse de l'offre avec 15 allers-retours par jour entre Paris et Troyes (contre une baisse à 9 allers-retours initialement prévue par l'État) et le rétablissement des trains directs Paris – Mulhouse via Troyes et Culmont.

### Nancy – Merrey
La région prévoit un retour des trains sur la « ligne 14 » entre Nancy et Merrey pour 2022. La ligne ayant été « suspendue » par la SNCF en 2016, la région prévoit un appel d'offres comprenant l'exploitation de la ligne, mais également la gestion de l'infrastructure,. Le Grand Est espère faire baisser d'un tiers le coût de réouverture de la ligne par rapport au chiffrage présenté par SNCF Réseau.

### Alsace
Plusieurs projets de réouverture de lignes ferroviaires ont été évoqués sur le territoire de la collectivité européenne d'Alsace.
Bollwiller-Guebwiller
La ligne de Bollwiller à Guebwiller, dans le Haut-Rhin, fermée aux voyageurs depuis 1969, devait rouvrir sous la forme d'un tram-train, mais ce projet n'est pas réalisé. En 2024, la région Grand Est inscrit au Contrat de plan État-région 2023 - 2027 une étude pour la réouverture de cette ligne.
Colmar-Fribourg
Ladite collectivité pourrait également contribuer à la réouverture des lignes transfrontalières entre Colmar et Fribourg.
Haguenau-Rastatt
Ladite collectivité pourrait aussi contribuer à la réouverture d'une autre ligne transfrontalières celle entre Haguenau et Rastatt.
Raccordement à l'EuroAirport
Enfin, un raccordement permettant de desservir l'aéroport international de Bâle-Mulhouse, initialement prévu vers 2028, mais finalement reporté à l'horizon 2035.

### Moselle, Sarre et Rhénanie-Palatinat
Plusieurs projets / études sont évoqués en Moselle, Sarre et Rhénanie-Palatinat.

#### Metz – Trèves
Une résolution a été signée début avril 2019 entre le conseil régional du Grand Est et le Land de Rhénanie-Palatinat pour la mise en place d'un cadencement aux deux heures entre Metz et Trèves à compter de décembre 2025. Bien que faisant toutes deux partie du QuattroPole, l'offre ferroviaire entre les deux villes se limite à deux allers-retours quotidiens les samedis, dimanches et jours fériés français.

#### (Saarbrücken –) Völklingen – Creutzwald
La ligne de Überherrn à Völklingen pourrait être rouverte à la circulation et une réouverture jusqu'à Creutzwald est possible (projet de tram-train « Grande Boucle de l'Eurodistrict SaarMoselle »).

#### Bouzonville – Dillingen
Des élus et associations veulent également une réouverture de la ligne Bouzonville-Dillingen. Actuellement, un train de voyageurs est mis en place entre Dillingen et Bouzonville pour la Braderie du Vendredi-Saint à Bouzonville.

#### Thionville – Forbach
Évoqué lors du COREST (Comités régionaux des services de transport) Moselle-Est du 23 septembre 2019, le conseil régional a étudié la possible desserte du tronçon Thionville – Forbach par Creutzwald

### Nancy – Contrexéville
La ligne ferroviaire entre Nancy et Contrexéville, fermée depuis 2016, pourrait rouvrir grâce à la signature d'un partenariat public-privé entre la région Grand Est et un opérateur de transport privé. Ce dernier s'engagerait alors à la remise en état, à la maintenance et à l'exploitation de la ligne. Un appel d'offres a été lancé fin de l'année 2020 remporté par Transdev Rail pour une réouverture projetée à horizon 2027.

### Givet – Dinant
En fin d’année 2021, la Commission Européenne a proposé l’inscription de la ligne ferroviaire Charleville-Mézières – Givet – Dinant (fermée sur le tronçon belge Givet – Dinant depuis 1988) sur la carte des réseaux d’importance, dans le cadre d'un projet de réactivation d'ensemble de la ligne. Cela permettrait une meilleure liaison entre les gares de Charleville-Mézières (et Reims) et de Namur. Des échanges ont eu lieu entre élus des deux côtés de la frontière et des études exploratoires sont prévues.